# Nicolás Cotignola
Nicolás Cotignola (6 de mayo de 1991, Ciudad de Buenos Aires) es un piloto argentino de automovilismo de velocidad. Es reconocido por su participación a nivel nacional en la categoría Top Race. Se inició en el automovilismo deportivo de la mano de su padre Marcelo Cotignola, un expiloto de Turismo Carretera quién además fue fundador de la escudería Schick Racing.
Iniciado en el ambiente del karting, debutó a los 17 años en competencia de turismos, siendo parte de la divisional Junior del Top Race, alcanzando dos años más tarde su ascenso a la divisional mayor TRV6. Además de su incursión dentro del Top Race, en 2013 comenzó a competir en la divisional TC Pista, convirtiéndose en referente de la marca Torino y alcanzando su pico máximo en el año 2016, con la obtención del título de campeón de esta divisional. Este título en TC Pista, además de ser el primero en su carrera deportiva profesional, significó también su ascenso al Turismo Carretera para la temporada 2017.

## Biografía
Nicolás Cotignola debutó en el automovilismo nacional en el año 2008, cuando incursionó en el Top Race Junior (hoy TR Series), a bordo de un Ford Mondeo II preparado por el equipo Abraham Sport Racing. En el año 2009 consiguió finalizar el torneo en quinto lugar, para luego ascender al año siguiente al TRV6. Este 2009, fue el último de Nicolás en el equipo Abraham, ya que a fin de este año, su padre Marcelo anunció la creación del equipo Schick Racing, tras arribar a un acuerdo publicitario con el fabricante de navajas de afeitar Schick. Su debut fue en el año 2010, participando en la Copa América 2010 y compitiendo al comando de una de las renovadas unidades Ford Mondeo III que presentaba la categoría.
Tras dos años dentro del TRV6, en 2013 decidió formar parte del proyecto de expansión que su padre Marcelo pretendió darle a la escudería, abandonando el Top Race y debutando en el TC Pista, donde se convertiría en uno de los principales referentes de la marca Torino.

## Trayectoria
- 2008: Top Race Junior (Ford Mondeo II - Abraham Sport Racing)
- 2009: Top Race Junior (Ford Mondeo II - Abraham Sport Racing)
- 2010: Top Race V6 (Ford Mondeo III - Schick Racing)
- 2011: Top Race V6 (Ford Mondeo III - Schick Racing)
- 2012: Top Race V6 (Ford Mondeo III - Schick Racing)
- 2013: TC Pista (Torino Cherokee - Schick Racing)
- 2014: TC Pista (Torino Cherokee - Schick Racing)
- 2015: TC Pista (Torino Cherokee - Schick Racing)
- 2016: Campeón TC Pista (Torino Cherokee - Schick Racing)

### Trayectoria en Top Race
| Temporada | Categoría       | Vehículo            | Equipo               | Posición final     |
| --------- | --------------- | ------------------- | -------------------- | ------------------ |
| 2008      | Top Race Junior | Ford Mondeo II      | Abraham Racing Sport | 6º (72.00 puntos)  |
| 2009      | Top Race Junior | Ford Mondeo II      | Abraham Racing Sport | 5º (95.00 puntos)  |
| CA 2010   | Top Race V6     | Ford Mondeo III     | Schick Racing        | 27º (24.00 puntos) |
| TC 2010   | Top Race V6     | Ford Mondeo III     | Schick Racing        | No clasificado     |
| TC 2010   | Top Race V6     | Volkswagen Passat V | Schick Racing        | No clasificado     |
| 2011      | Top Race V6     | Ford Mondeo III     | Schick Racing        | 31.º (8.00 puntos) |
| 2012      | Top Race V6     | Ford Mondeo III     | Schick Racing        | 15º (24.00 puntos) |
| 2013      | Top Race V6     | Ford Mondeo III     | Schick Racing        | 26º (0.00 puntos)  |
| 2015      | Top Race V6     | Ford Mondeo III     | Sprint Racing        | 13º (88.00 puntos) |
| 2016      | Top Race V6     | Ford Mondeo III     | Sprint Racing        | En disputa         |

## Palmarés
| Título  | Categoría | Marca           | Año  |
| ------- | --------- | --------------- | ---- |
| Campeón | TC Pista  | Torino Cherokee | 2016 |